# Jaulian

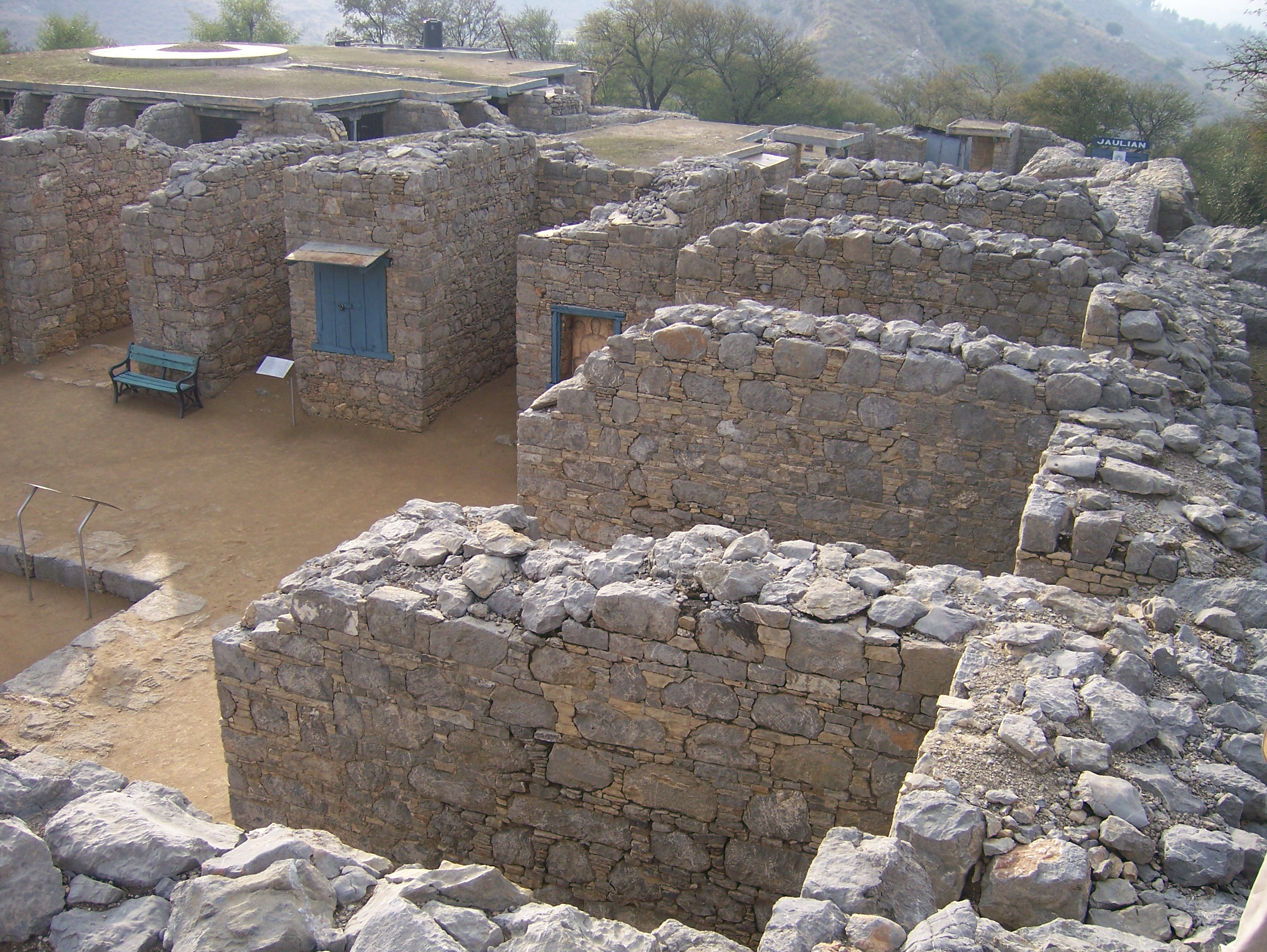
Jaulian bei Taxila

Jaulian (Urdu:جھولیاں) ist die Ruinenstätte eines buddhistischen Klosters im Norden Pakistans. Zusammen mit der benachbarten Stätte von Taxila gehört sie seit dem Jahr 1980 zum UNESCO-Weltkulturerbe.

## Lage
Jaulian befindet sich etwa 4 km Fahrstrecke nordöstlich von Taxila in der Provinz Punjab. Die Städte Rawalpindi und Islamabad befinden sich etwa 35 bzw. 45 km südöstlich.

## Ruinenstätte
Die Ruinen von Jaulian stammen aus dem 5. Jahrhundert und können in zwei Hauptteile (Hauptstupa sowie das Kloster und die Universität) unterteilt werden. Das Kloster befand sich auf der Spitze eines Hügels. Die Form und die Struktur des Klosters ähnelt der von Mohra Muradu, das ungefähr 1 km entfernt liegt. Das Kloster wurde bereits im Jahre 455 durch iranische Hunnen zerstört.

## Hauptstupa
Der Hauptstupa in Jaulian ist schwer beschädigt; eigentlich sind nur noch Teile der ursprünglich verputzten Plattform (medhi) erhalten. Diese ist umgeben von 21 Votivstupas. Einige Experten sind der Ansicht, dass manche der Weihstupas eigentlich die Gräber von verehrten Mönchen sind, die einst hier lebten. Die Statuen der Stupas sind zumeist gut erhalten. Einige dieser Statuen sind aber aus Jaulian entfernt worden, um sie in Museen auszustellen und zu sichern.
Eine Besonderheit stellt die Statue Buddhas mit einem Loch an Stelle des Nabels dar. Diese Statue wird "heilender Buddha" genannt. Die Pilger pflegten ihren Finger in das Loch zu legen und für die Heilung des Patienten zu beten. Die Inschrift unterhalb der Statue zeigt, dass diese Statue von einem Pilger "Budhamitra Dharmanandin" gestiftet wurde. Diese Inschrift und einige andere zeigen, dass die darin enthaltene Schrift bis ins fünfte Jahrhundert in Taxila benutzt wurden.

## Klosterbezirk
Das Kloster enthielt 28 Räume für die Studenten. Es gab auch einen Teich für rituelle Waschungen. Stufen zum zweiten Stockwerk, das weitere 28 Räume hatte, sind noch erhalten. Vor einigen Räumen finden sich noch Statuen von Buddha.
Jeder Raum hatte ein Fenster für Luft und Licht und eine Nische, wo der Student seine Lampe setzen könnte. Die Fenster sind nach außen hin schmaler als im Inneren damit Tiere von außen nicht nach innen gelangen könnten. Die Räume waren verputzt und mit Bildern verschönert. Die Außenmauer des Klosters ist glatt und gerade gebaut und noch gut erhalten.
Das Kloster hatte auch eine Küche. Ein Stein, der zum Zermalmen der Gewürze benutzt wurde, ist vorhanden, ebenso zwei Mühlsteine, um verschiedene Arten von Getreide zu mahlen. Ein Loch in einem der Mauersteine wurde benutzt, um die großen Schöpflöffel hygienisch zu platzieren.

## Abbildungen

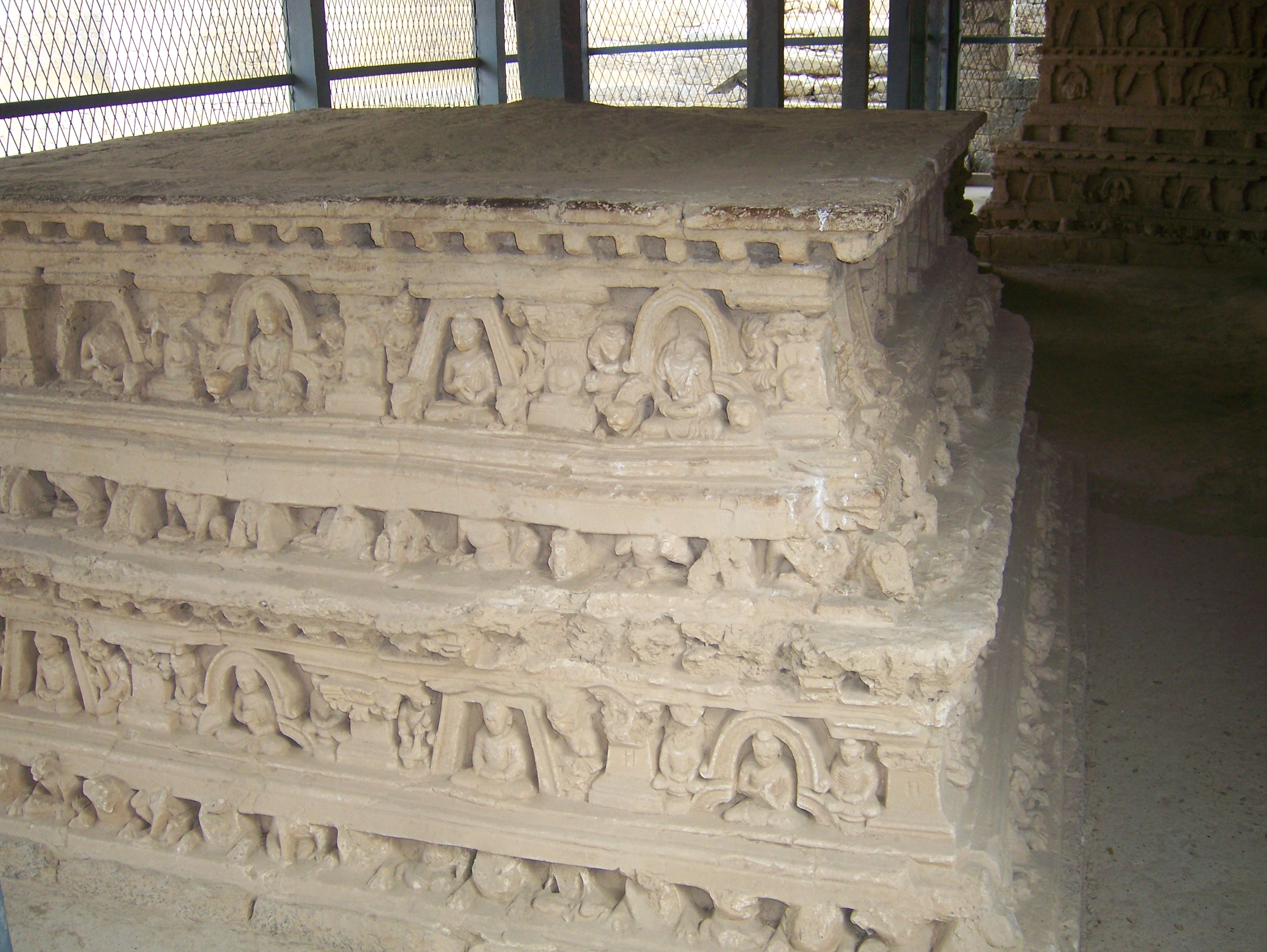
Votivstupa in Jaulian
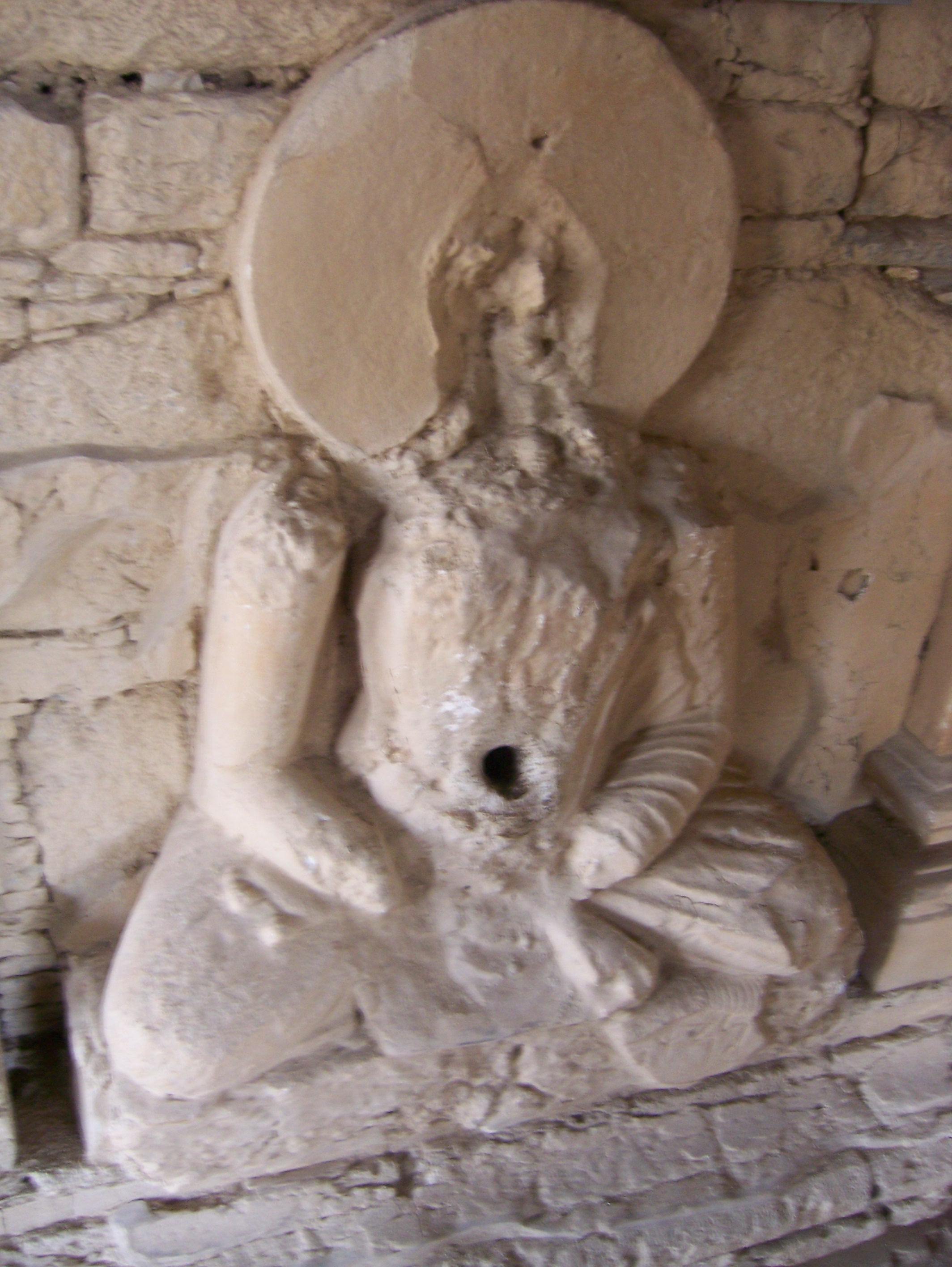
Buddha mit dem Loch am Nabel
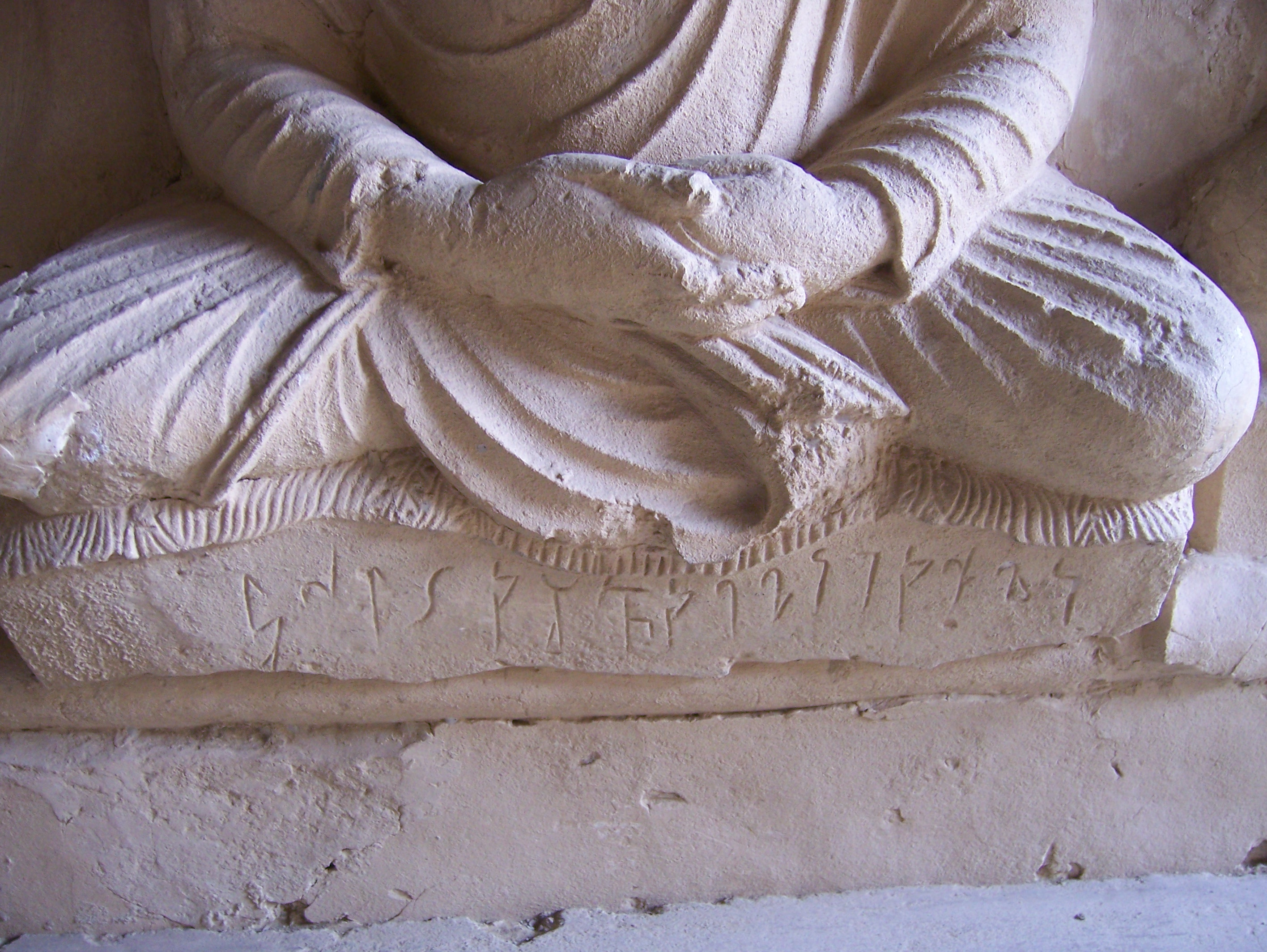
Inschrift in Jaulian
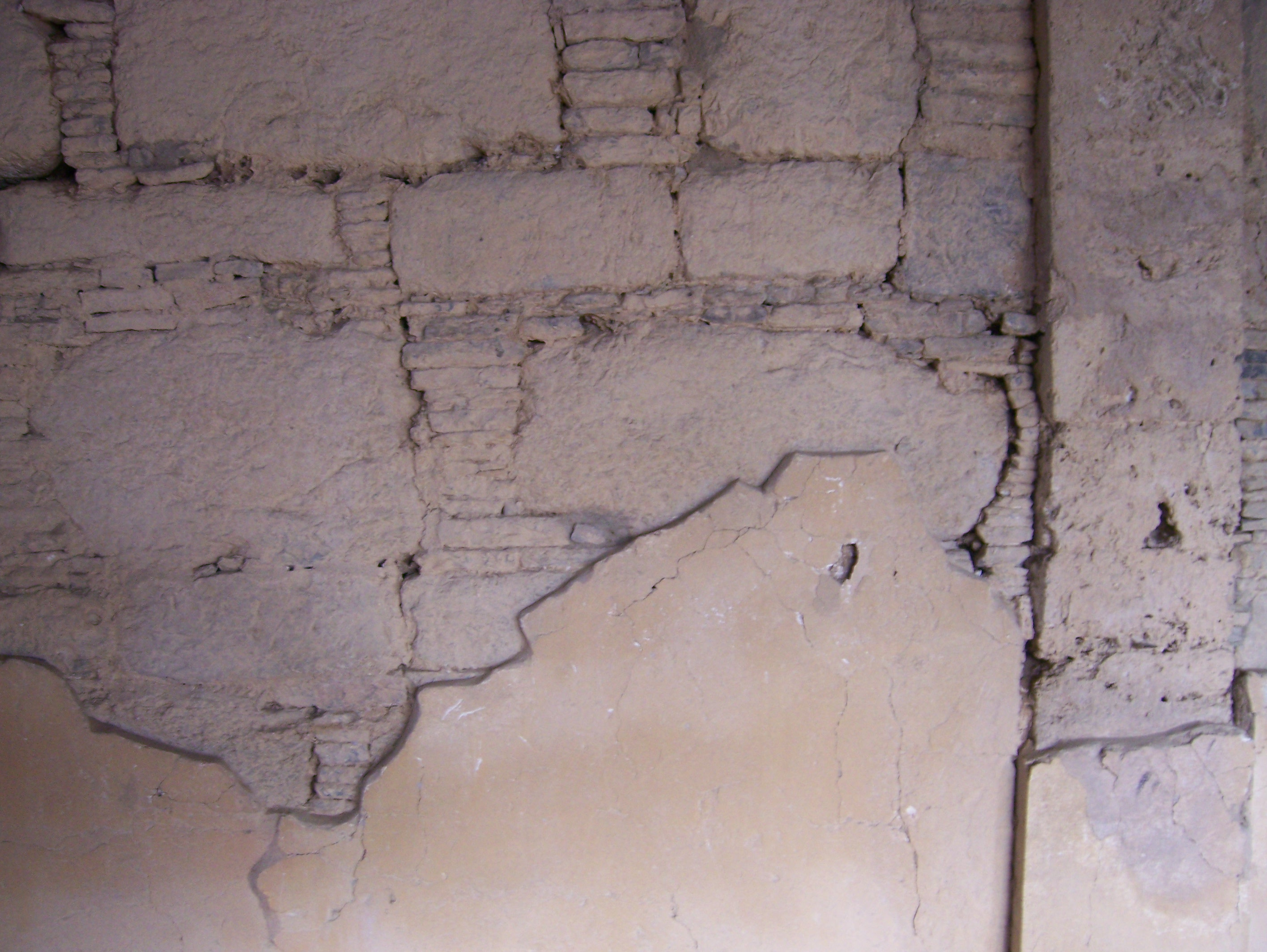
Details eines Gebäudes
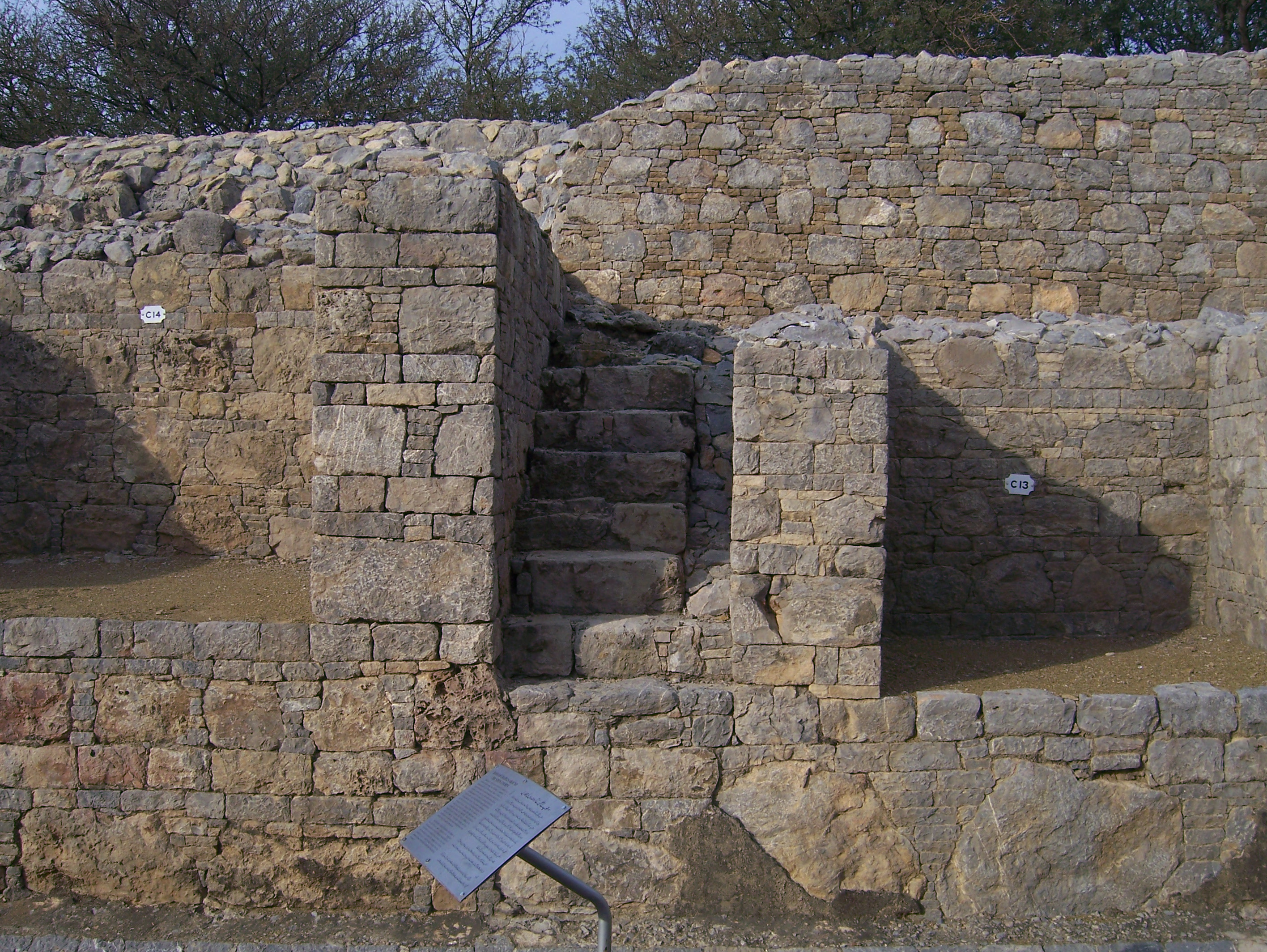
Stufen zum zweiten Stockwerk
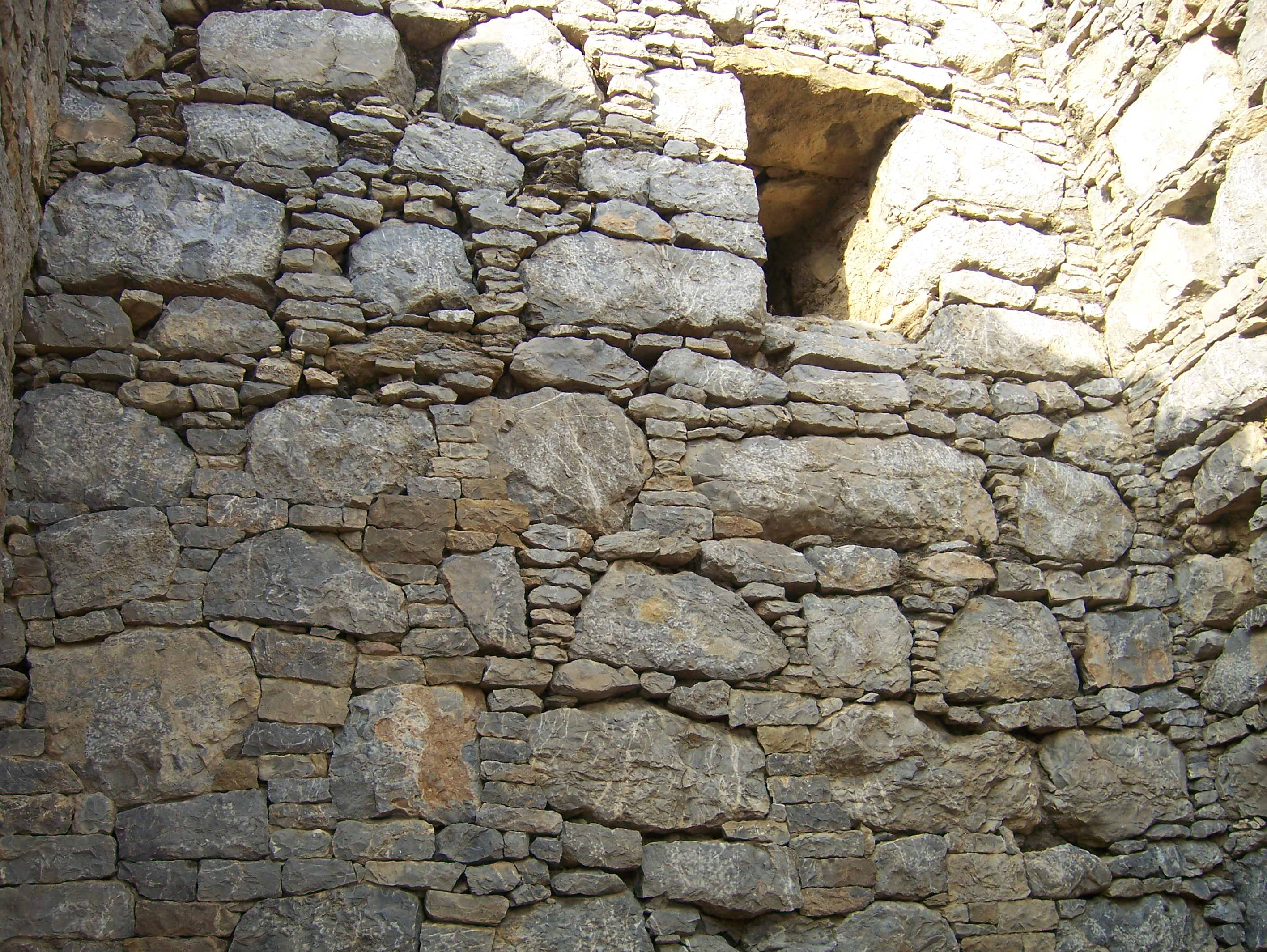
Fenster eines Studentenraumes
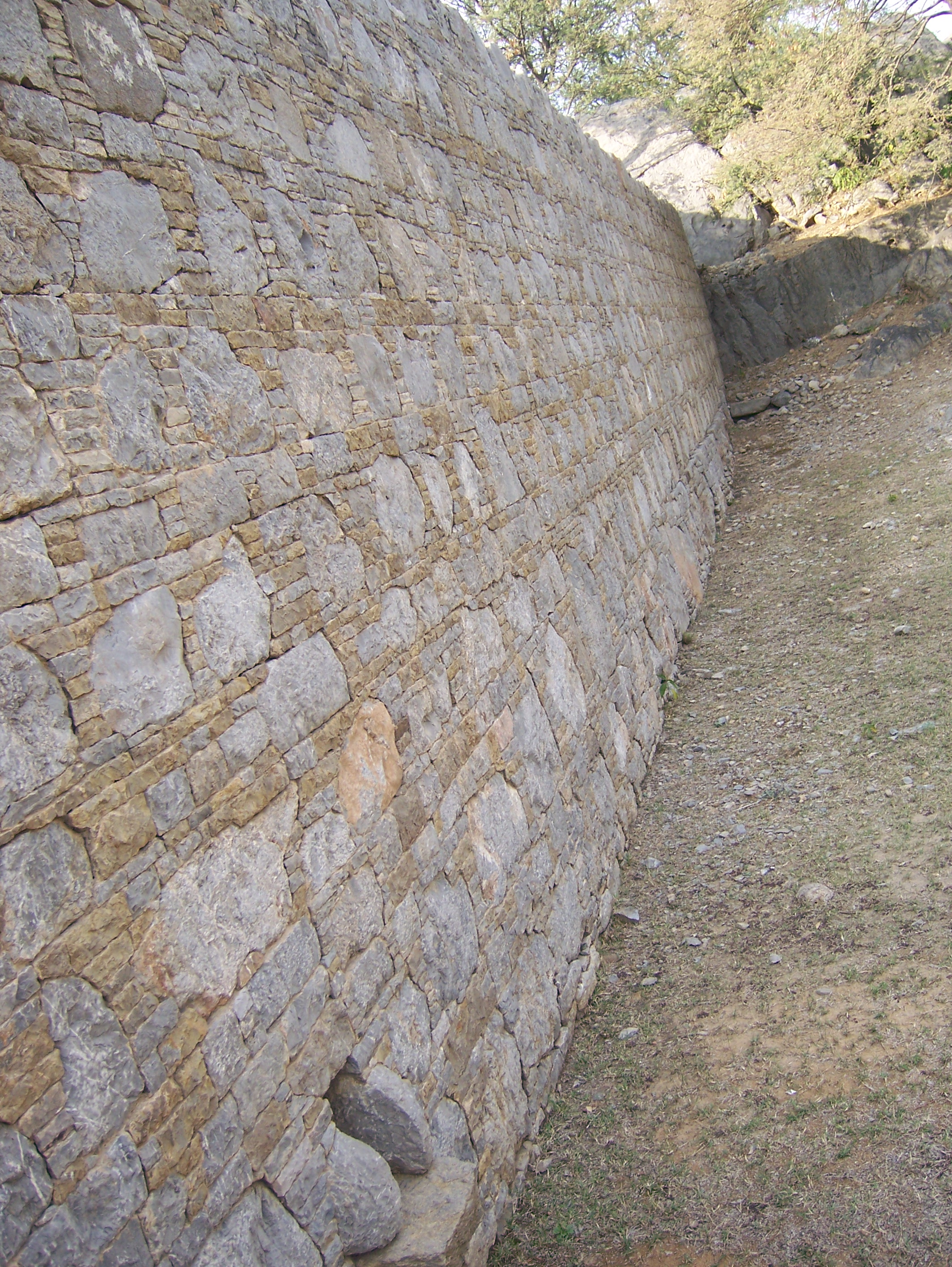
Außenmauer des Klosters
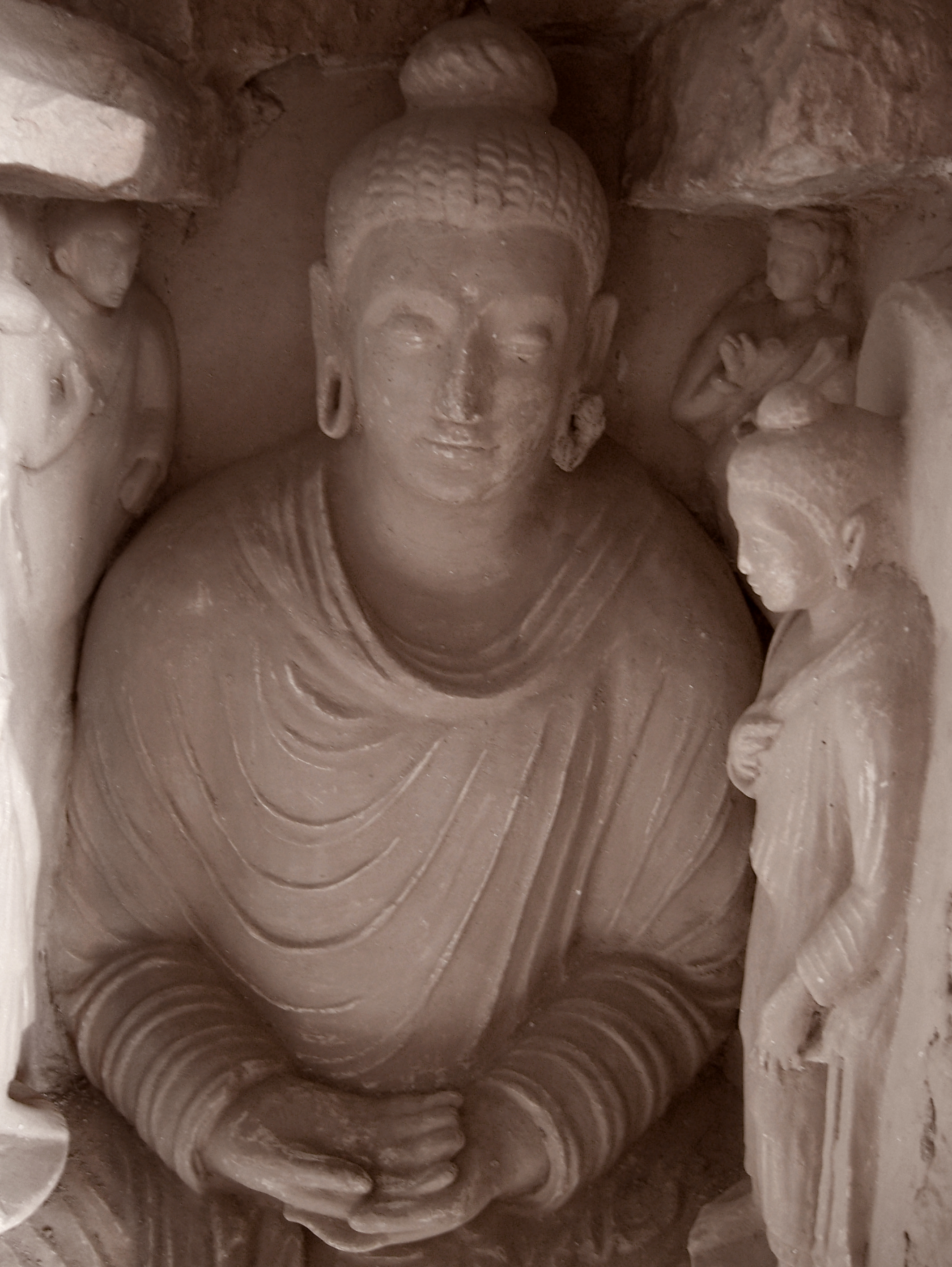
Statue Buddhas
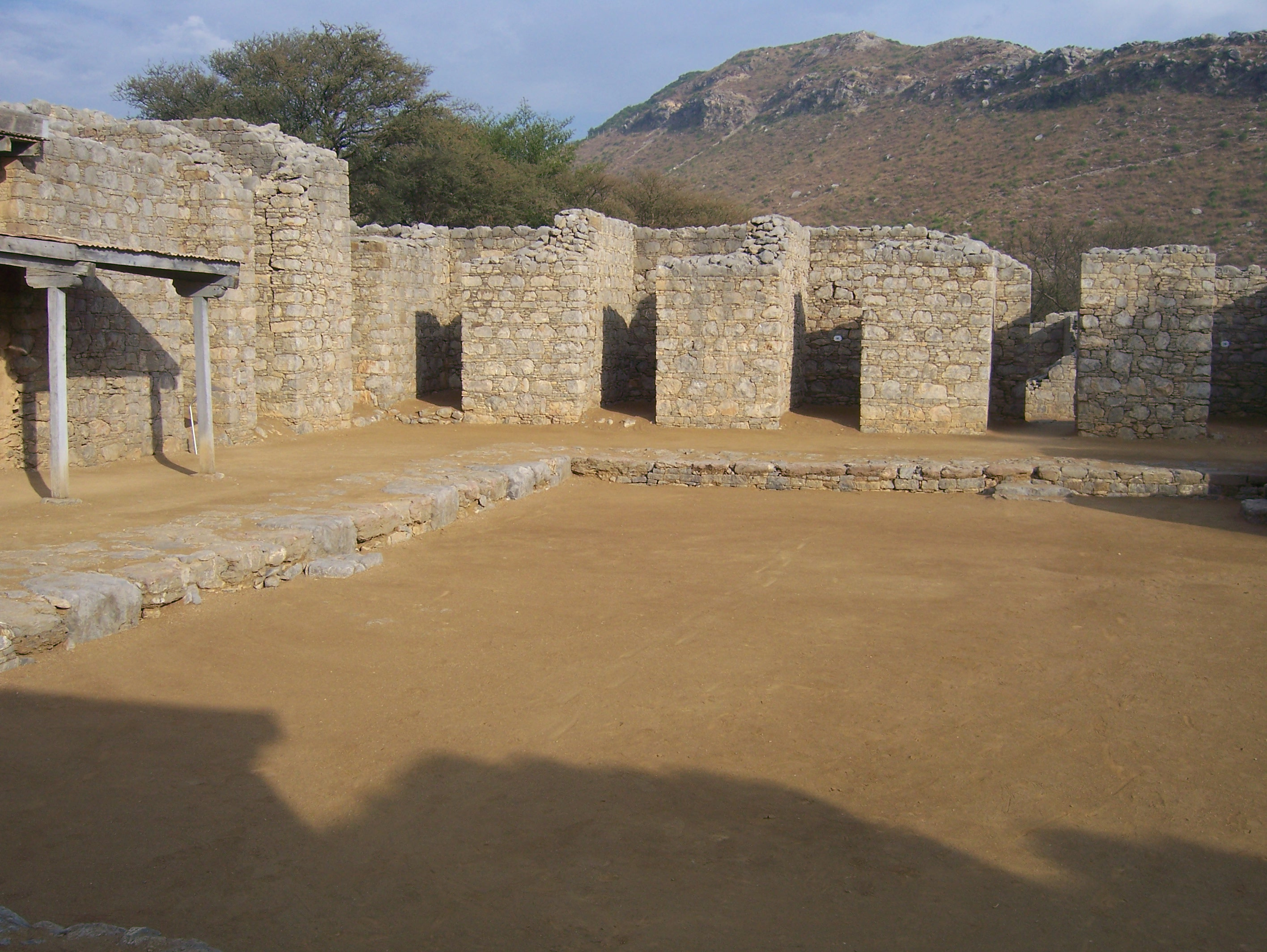
Innenbereich für rituelle Waschungen
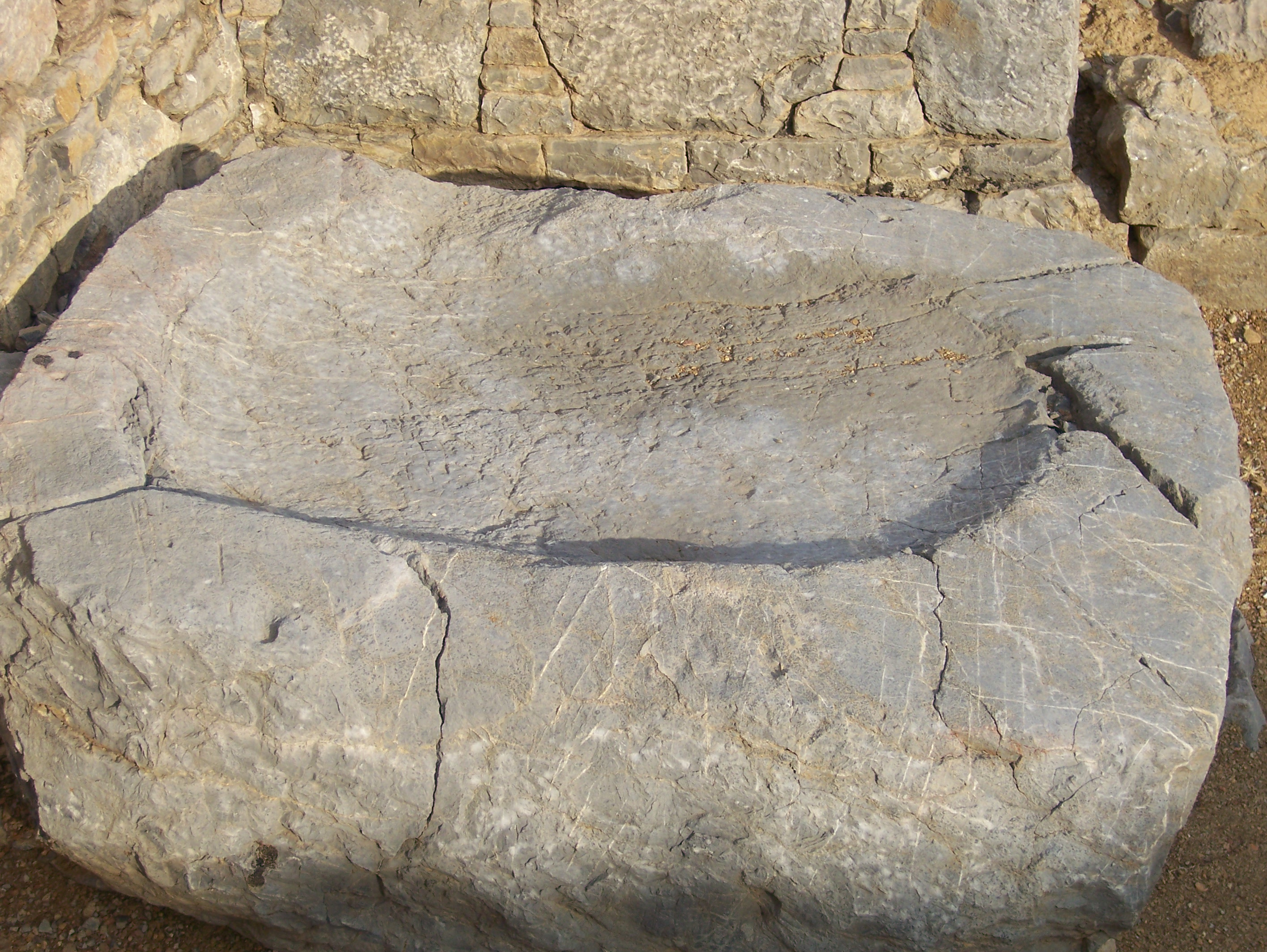
Reibstein
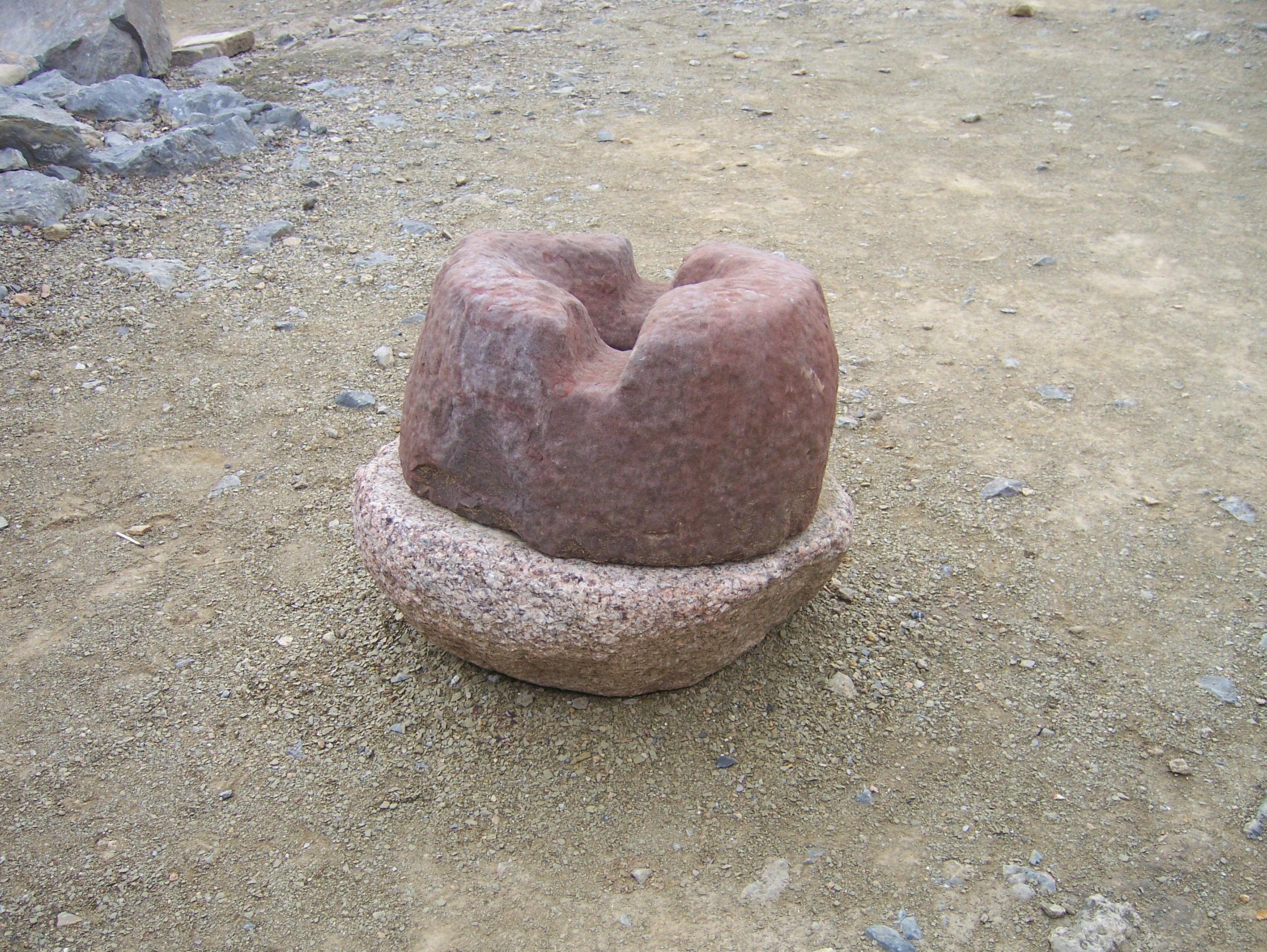
Mühlsteine